# HD185450
HD185450 — хімічно пекулярна зоря спектрального класу
F5 й має видиму зоряну величину в смузі V приблизно  8,5.